# Wazeba d'Axum

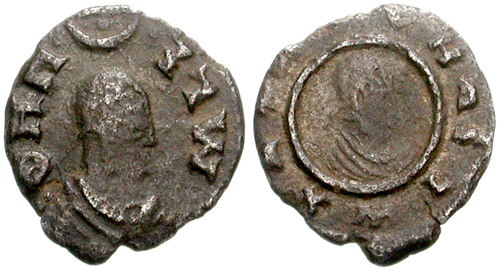
Moneda del rei Wazeba

Wazeba (principis del segle quart) va ser un rei del Regne d'Axum al nord-est d'Àfrica. Fou el successor del rei Afilas. Wazeba principalment es coneix per les monedes que foren encunyades durant el seu regnat. Ell va ser el primer governant que va gravar les llegendes en les seves monedes, fetes en gueez, i l'únic Rei d'Axum que utilitzà aquest idioma en les seves monedes d'or.